# Guarnier al II-lea de Spoleto
Guarnier al II-lea (sau Werner) a fost margraf de Ancona și duce de Spoleto de la 1093 la 1119. El a fost fondatorul familiei Guarnieri din Urslingen pe tronul ducatului spoletan.
Guarnier era la origine un conte din regiunea Suabiei, care a fost trimis drept căpitan al contingentului german de 700 de infanteriști și cavaleri trimis de împăratul Henric al III-lea în sprijinul papei Leon al IX-lea la bătălia de la Civitate împotriva normanzilor din sudul Italiei. Ca urmare a înfrângerii în această bătălie, în care șvabii au fost zdrobți de către Richard I de Capua, Guarnier a cucerit o fâșie din teritoriul de ieșire la Marea Adriatică din jurul Pentapolisului. Regiunea a căpătat denumirea după el, devenind "Marca lui Guarnier". Din această poziție, el a devenit aliat al împăratului Henric al IV-lea, fiul lui Henric al III-lea, în numele căruia a purtat un război împotriva margrafei Matilda de Toscana. Henric l-a numit apoi duce de Spoleto, în 1093. În 1105, el s-a afirmat ca margraf în cele trei mărci de Ancona, Fermo și Camerino, care au devenit apoi "Marca de Ancona" sau Marca Anconitana, care a constituit baza prezentei regiuni din Italia, Marche. Ca urmare, Guarnier apare în cronici și documente ca Dux et Marchio Guarnerius sau Guarnerio Marchione.
În noiembrie 1105, Guarnier a mers la Roma alături de o armată de germani pentru a acorda ajutor antipapei Silvestru al IV-lea. La sosirea sa, papa Pascal al II-lea s-a refugiat în Insula Tiberină. Cu forța, Guarnier l-a instalat pe Silvestru în Lateran. Trupele sale, conduse de un anume Berto, nu au reușit să se impună vreme îndelungată, drept pentru care Silvestru a părăsit Roma, refugiindu-se la Tivoli, unde Guarnier și-a fixat tabăra de luptă. Însă în curând, s-a retras împreună cu Silvestru la Osimo.